# Coulanges (Loir-et-Cher)
Coulanges foi uma comuna francesa na região administrativa do Centro, no departamento de Loir-et-Cher. Estendia-se por uma área de 8,35 km². Em 2010 a comuna tinha 308 habitantes (densidade: 36,9 hab./km²).
Em 1 de janeiro de 2017, passou a formar parte da comuna de Valloire-sur-Cisse.